# Jacques Demers
Jacques Demers (Montréal, 27 luglio 1960) è un ex sollevatore canadese che ha gareggiato nella categoria dei pesi medi (fino a 75 kg.).

## Carriera
Nel 1982 Demers vinse la medaglia di bronzo ai Giochi del Commonwealth di Brisbane con 302,5 kg. nel totale.
L'anno seguente ottenne la medaglia d'argento ai Giochi Panamericani di Caracas, battuto dal cubano Julio Echenique-González; dopo qualche mese, di ritorno dai Campionati mondiali di Mosca dello stesso anno, Demers fu arrestato insieme ad altri tre sollevatori suoi connazionali all'aeroporto di Montréal per possesso di grandi quantità di steroidi anabolizzanti e di pillole di testosterone sintetico da immettere nel mercato canadese.
Tuttavia Demers fu in seguito rilasciato, consentendogli così, dopo un periodo di sospensione, di continuare a gareggiare e di presentarsi alle Olimpiadi di Los Angeles 1984, dove, anche grazie alle numerose assenze degli atleti dell'Est europeo a causa del boicottaggio dei loro Paesi verso quei Giochi Olimpici, riuscì a conquistare la medaglia d'argento con 335 kg. nel totale, dietro al tedesco occidentale Karl-Heinz Radschinsky (340 kg.) e davanti al rumeno Dragomir Cioroslan (332,5 kg.). Questa competizione olimpica era valida anche come Campionato mondiale.